# ウィリアム・ハミルトン・ギブソン

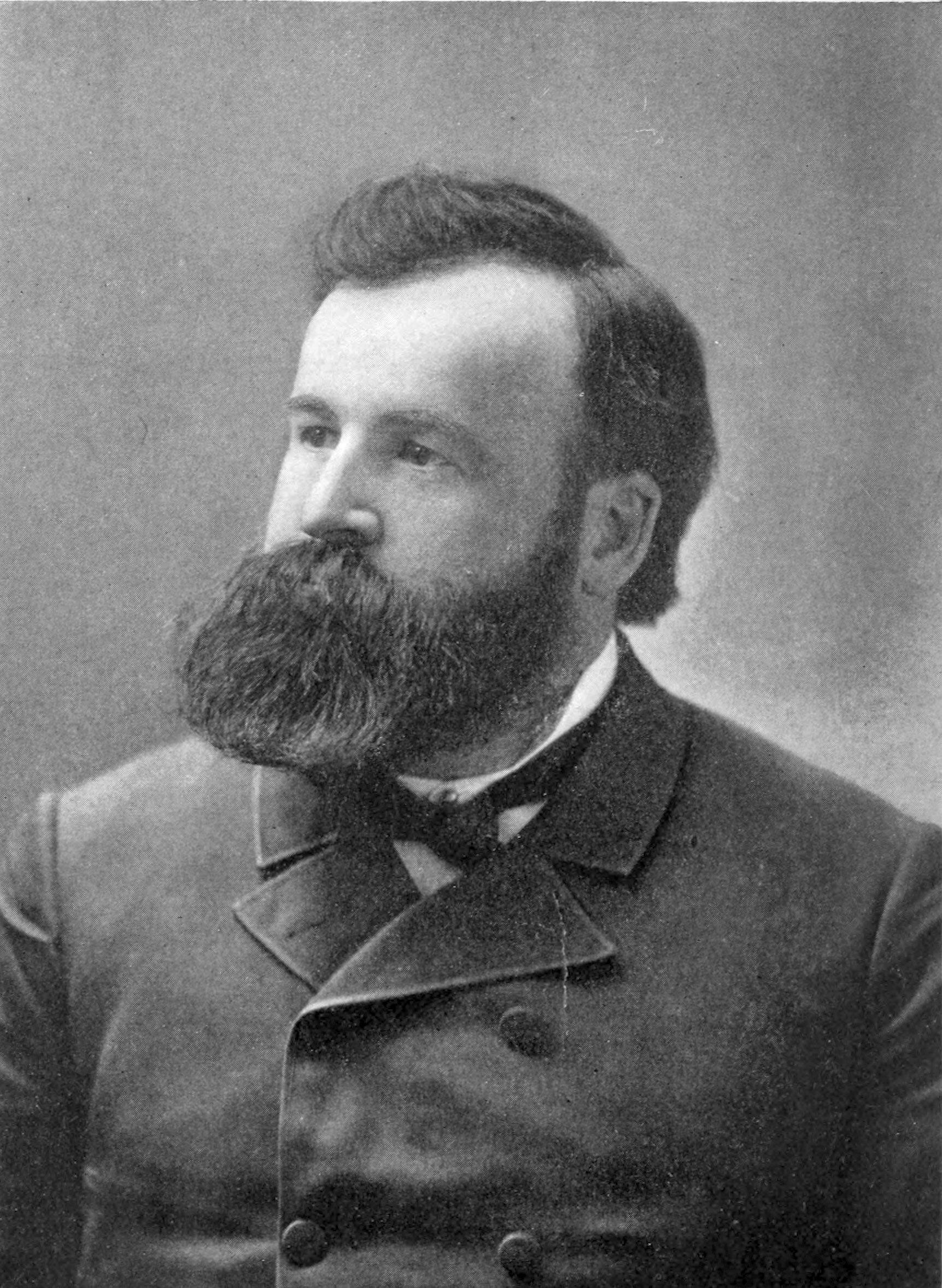
ウィリアム・ハミルトン・ギブソン

ウィリアム・ハミルトン・ギブソン（William Hamilton Gibson、 1850年10月5日 - 1896年7月16日）はアメリカ合衆国のイラストレーター、著作家である。

## 略歴
コネチカット州のサンディ・フックで生まれた。1640年にニューイングランドに入植した名門の家系で、奴隷廃止論者としても知られる、著作家、法律家のリチャード・ヘンリー・デイナと共通の先祖を持つ。ニューヨークの取引人だった父親の商売の失敗とそれに次ぐ父親の死によってブルックリンの工芸学校を中退し、保険の仕事についた。子供時代から花や昆虫の絵を描くのが好きで、優れた技能を持っていたので、すぐに挿絵画家に転じた。最初の挿絵は1870年に発表された。
木版画も得意であったが、石版画でも成功した。雑誌"The American Agriculturist"や"Hearth and Home"や1873年に改訂版がだされたアップルトン社（Appleton & Company）のアメリカ百科事典(New American Cyclopedia)の図版を描いた。少年向けの雑誌の、"The Youth's Companion "や "St Nicholas"、ハーパーズ社（Harper & Brothers）の出版物、特に月刊誌、"Harper's Monthly magazine"の挿絵を描き、人気を集めた。
ギブソン自身の著書には、"Camp Life in the Woods: And The Tricks Of Trapping And Trap Making "や"Our Native Orchids: A Series of Drawings From Nature, of All the Species Found in the Northeastern United States..."などがある。

## Our Native Orchidsの図版

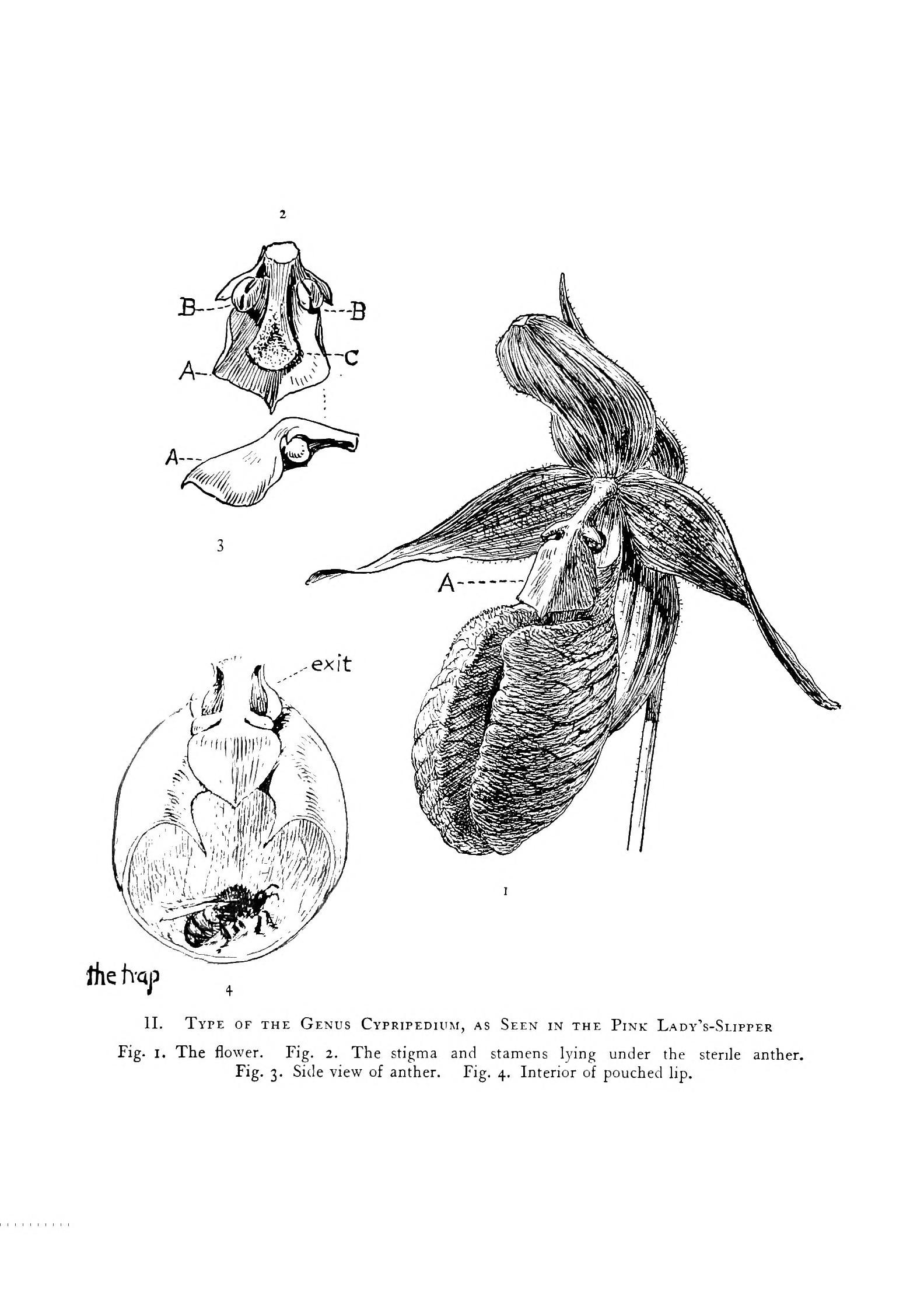
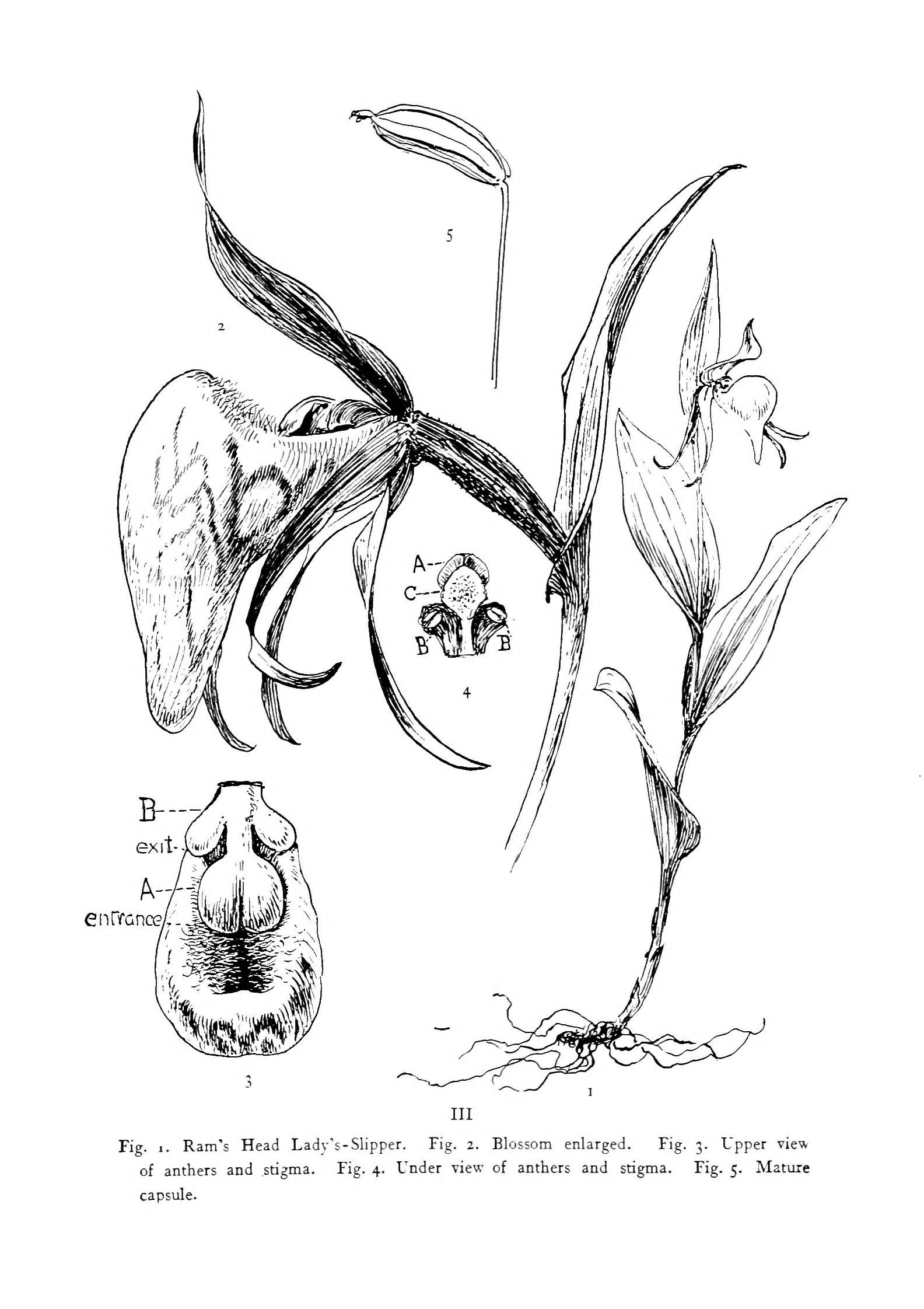
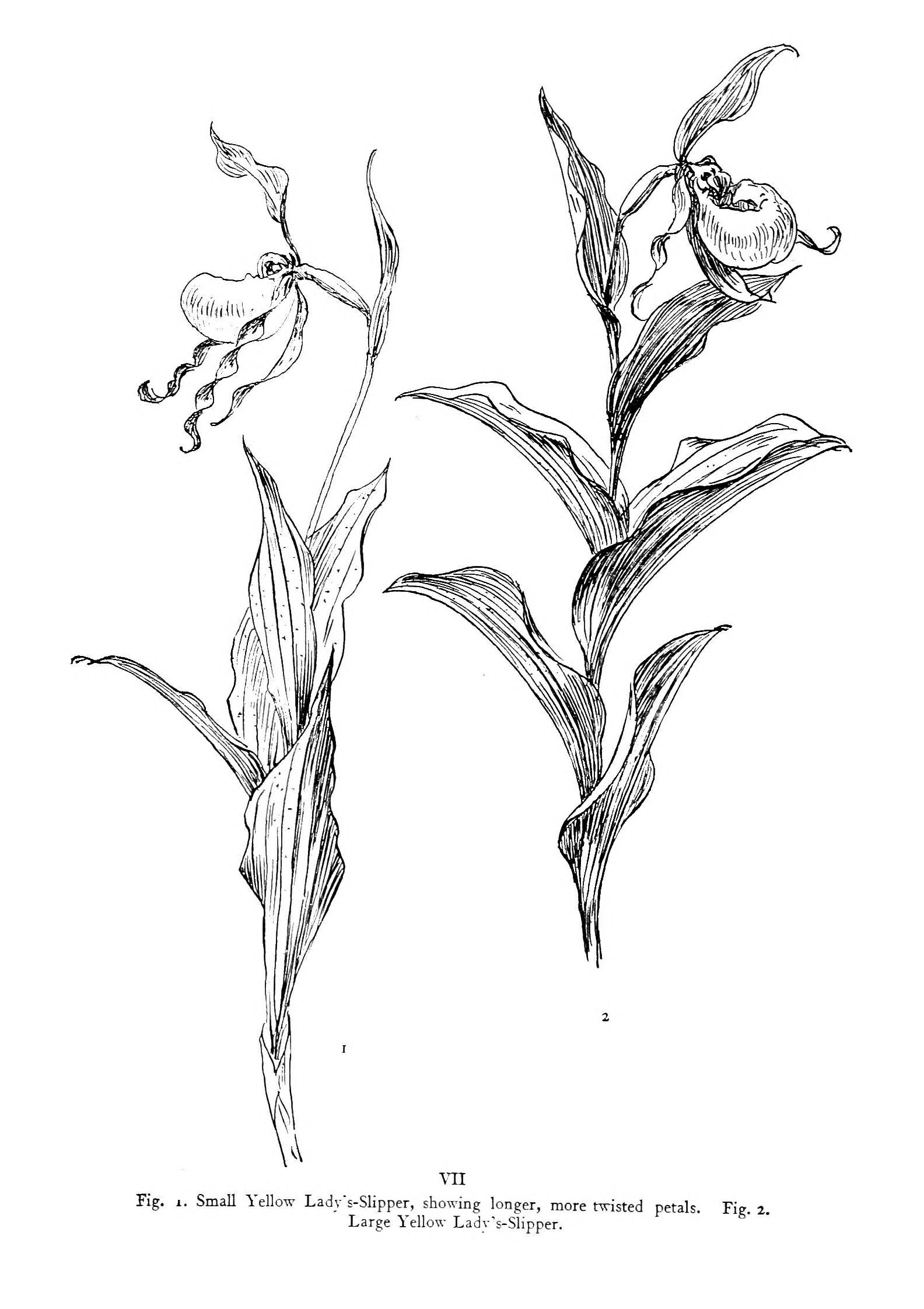
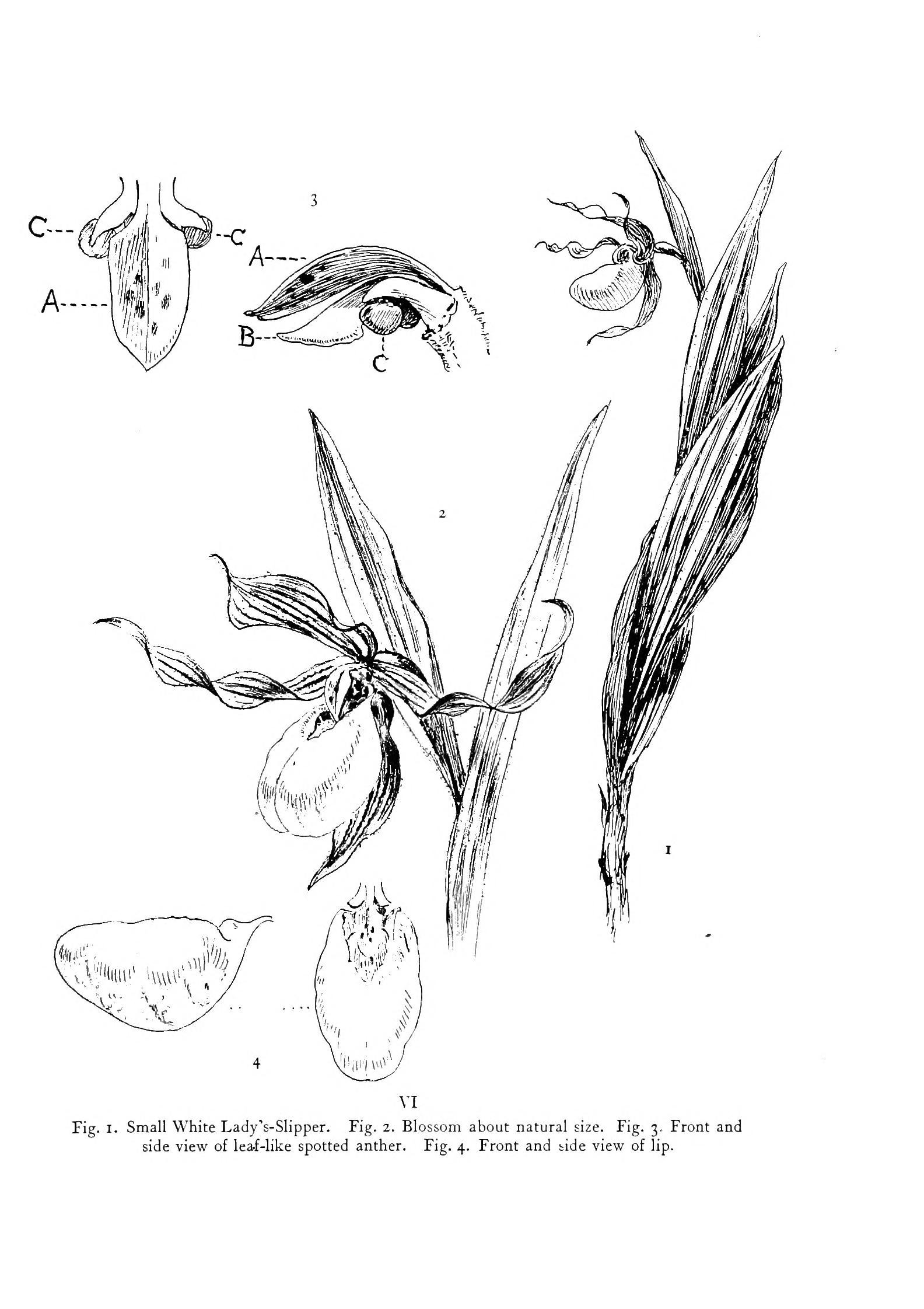